# Nemakščiai
Nemakščiai is een plaats in het Litouwse district Kaunas. De plaats telt 905 inwoners (2001).